# Sleepycat License
La Sleepycat License es también llamada Berkeley Database License o Sleepycat Public License es una licencia aprobada por la OSI utilizada por Oracle Corporation para las ediciones de código abierto de Berkeley DB, Berkeley DB Java Edition y Berkeley DB XML a partir de la versión 6.0.20. (A partir de la versión 6.0.20, las ediciones de código abierto están bajo licencia GNU Affero General Public License.) 
Esta licencia de código abierto es una forma bastante estricta de copyleft, ya que requiere obtener el código fuente para el software que utiliza Berkeley DB, así como el código fuente original de Berkeley DB. La única alternativa es pagar al titular de los derechos de autor para obtener una licencia de uso comercial.
Berkeley DB es de licencia dual, es decir, de código abierto y comercial. Para ello, la licencia de código abierto ha cambiado de la licencia (propietaria) Sleepycat a la AGPL (estándar de la industria).

## Licencia
1990-1999 
Permite la redistribución y el uso en forma fuente y binaria, con o sin modificación, siempre que se cumplan las siguientes condiciones:
° Las redistribuciones del código fuente deben conservar el aviso de copyright anterior, esta lista de condiciones y la siguiente exención de responsabilidad.
° Las redistribuciones en forma binaria deben reproducir el aviso de copyright anterior, esta lista de condiciones y la siguiente exención de responsabilidad en la documentación y / u otros materiales proporcionados con la distribución.
° Las redistribuciones en cualquier forma deben ir acompañadas de información sobre cómo obtener código fuente completo para el software DB y cualquier software que lo acompañe que utilice el software DB. El código fuente debe ser incluido en la distribución o estar disponible por no más que el costo de la distribución más una tarifa nominal, y debe ser libremente redistribuible bajo condiciones razonables. Para un archivo ejecutable, el código fuente completo significa el código fuente de todos los módulos que lo contiene. No incluye código fuente para módulos o archivos que normalmente acompañan a los componentes principales del sistema operativo en el que se ejecuta el archivo ejecutable.
1990, 1993, 1994, 1995
Permite la redistribución y el uso en forma fuente y binaria, con o sin modificación, siempre que se cumplan las siguientes condiciones:
° Las redistribuciones del código fuente deben conservar el aviso de copyright anterior, esta lista de condiciones y la siguiente exención de responsabilidad.
° Las redistribuciones en forma binaria deben reproducir el aviso de copyright anterior, esta lista de condiciones y la siguiente exención de responsabilidad en la documentación y / u otros materiales proporcionados con la distribución.
° Ni el nombre de la Universidad ni los nombres de sus colaboradores pueden ser utilizados para aprobar o promover productos derivados de este software sin permiso previo y expreso por escrito.
1995, 1996 
Permite la redistribución y el uso en forma fuente y binaria, con o sin modificación, siempre que se cumplan las siguientes condiciones:
° Las redistribuciones del código fuente deben conservar el aviso de copyright anterior, esta lista de condiciones y la siguiente exención de responsabilidad.
° Las redistribuciones en forma binaria deben reproducir el aviso de copyright anterior, esta lista de condiciones y la siguiente exención de responsabilidad en la documentación y / u otros materiales proporcionados con la distribución.
° Ni el nombre de la Universidad ni los nombres de sus colaboradores pueden ser utilizados para aprobar o promover productos derivados de este software sin permiso previo y expreso por escrito.

## Berkeley DB
La base de datos de Berkeley (Berkeley DB) es un sistema de base de datos embebido que puede utilizarse en aplicaciones que requieren un almacenamiento concurrente de alto rendimiento y la recuperación de pares clave/valor. El software se distribuye como una biblioteca que se puede vincular directamente a una aplicación y proporciona una variedad de interfaces programables, incluyendo APIs que pueden ser llamadas en C, C++, Perl, Tcl y Java.

## Información de licencias de Oracle Berkeley DB
Se ofrece una opción de licencia de código abierto y una opción de licencia comercial. La de código abierto permite el uso de Berkeley DB en proyectos de código abierto o en aplicaciones que no se distribuyen a terceros. Sin embargo, la comercial permite la distribución de código cerrado de la aplicación a terceros.
Este modelo ofrece a los clientes importantes beneficios en función de la licencia que se tenga:
Para la licencia de código abierto:
- Gran comunidad de usuarios
- Calidad de código muy alta
- Fácil depuración e integración
- Fácil descarga y prueba
- Libre de bloqueo del proveedor

Para la licencia comercial:
- El código fuente de la aplicación permanece privado
- Garantías legales e indemnización
- El equipo de desarrollo proporciona mantenimiento, desarrollo continuo, documentación y pruebas
- Un solo proveedor a quien rendir cuentas

Berkeley DB, Berkeley DB Java Edition y Berkeley DB XML son productos de código abierto, así que el código fuente completo, la documentación y los archivos necesarios para construir la biblioteca pueden descargarse desde Oracle Technology Network. Esto permite usar estos productos sin coste pero con la condición de que si utiliza el software en una aplicación que se redistribuye, el código fuente completo para la aplicación debe estar disponible y redistribuible libremente cumpliendo unas "condiciones razonables".
Debido a lo anterior, la liberación de una aplicación que incluye uno de estos tres productos bajo una licencia de código abierto no cambia los requisitos de la licencia de código abierto, y el código fuente de Berkeley DB sigue sujeto a los términos del código abierto de la licencia que rige su uso y redistribución. Esta licencia de código abierto es compatible con la GPL, por lo que el software GPL puede incorporar alguno de estos productos sin violar los términos de ninguna de las dos licencias.